# Jocurile Olimpice de iarnă din 1928
A II-a ediție a Jocurilor Olimpice de iarnă s-a desfășurat la St. Moritz, Elveția în perioada 11 februarie - 19 februarie 1928.

## Organizare
- Orașe candidate: Davos și Engelberg (Elveția).

## Evenimente marcante
- Proba de 10 000 de metri la patinaj viteză a fost anulată din cauza proastei calități a gheții.
- Norvegianca Sonja Henie a câștigat prima sa medalie de aur la patinaj artistic femei.
- Patinatorul suedez Gillis Grafström a câștigat cea de-a treia a sa medalie consecutivă de aur.
- Sport nou: skeleton.
- Prima participare asiatică la Jocuri de iarnă prin prezența sportivilor japonezi.

## Sporturi
- Bob
- Combinata nordică
- Hochei pe gheață
- Patinaj artistic
- Patinaj viteză
- Sărituri cu schiurile
- Schi fond
- Scheleton

## Țări participante
| - Argentina - Austria - Belgia - Canada - Cehoslovacia - Elveția - Estonia - Finlanda - Franța |  | - Germania - Italia - Iugoslavia - Japonia - Letonia - Lituania - Luxemburg - Marea Britanie - Mexic |  | - Norvegia - Olanda - Polonia - România - Suedia - Statele Unite ale Americii - Ungaria |

## Clasament pe medalii
Legendă
      Țara gazdă
| Loc   | CON                              | Aur | Argint | Bronz | Total |
| ----- | -------------------------------- | --- | ------ | ----- | ----- |
| 1     | Norvegia (NOR)                   | 6   | 4      | 5     | 15    |
| 2     | Statele Unite ale Americii (USA) | 2   | 2      | 2     | 6     |
| 3     | Suedia (SWE)                     | 2   | 2      | 1     | 5     |
| 4     | Finlanda (FIN)                   | 2   | 1      | 1     | 4     |
| 5     | Canada (CAN)                     | 1   | 0      | 0     | 1     |
| 5     | Franța (FRA)                     | 1   | 0      | 0     | 1     |
| 7     | Austria (AUT)                    | 0   | 3      | 1     | 4     |
| 8     | Germania (GER)                   | 0   | 0      | 1     | 1     |
| 8     | Belgia (BEL)                     | 0   | 0      | 1     | 1     |
| 8     | Marea Britanie (GBR)             | 0   | 0      | 1     | 1     |
| 8     | Elveția (SUI)                    | 0   | 0      | 1     | 1     |
| 8     | Cehoslovacia (TCH)               | 0   | 0      | 1     | 1     |
| Total | Total                            | 14  | 12     | 15    | 51    |

## România la JO 1928
România a participat cu 17 sportivi, la 2 sporturi, în 2 probe. Cele mai bune rezultate:
- Locul 7: Grigore Socolescu, Mircea Socolescu, Iulian Gavăț, Toma Petre Ghițulescu, Traian Nițescu — bob-5 persoane
- Locul 8: Ion Zăgănescu, Ioan Rucăreanu, Constantin Pascu, Toma Calista — schi, patrulă militară, probă demonstrativă, 28,05 km